# Canthon silvaticus
Canthon silvaticus là một loài bọ cánh cứng trong họ Bọ hung (Scarabaeidae).